# 牧野正蔵

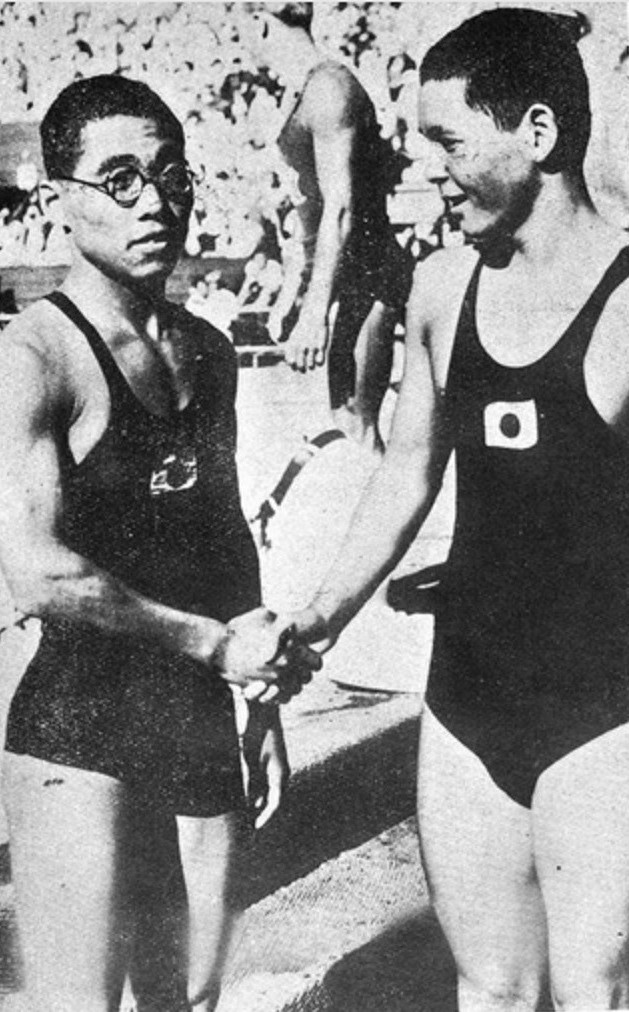
ロス五輪1500m競泳銀メダリストの牧野（左）。同種目金メダリスト北村久寿雄と

牧野 正蔵（まきの しょうぞう、1915年（大正4年）5月15日 - 1987年（昭和62年）2月12日）は、日本の競泳選手。1932年ロサンゼルスオリンピックの1500m自由形銀メダリスト、1936年ベルリンオリンピックの400m自由形銅メダリスト。400mおよび800m自由形で世界記録を更新した。

## 人物
静岡県浜名郡鷲津町（現在の湖西市）出身。吉津尋常小学校（現 湖西市立鷲津小学校）に入学。1932年ロサンゼルスオリンピックに出場し、男子100m自由形で金メダルを獲得した宮崎康二は吉津尋常小学校で牧野の1年後輩である。旧制静岡県立見付中学校（現在の静岡県立磐田南高等学校）から早稲田大学に進学する。
1931年8月30日、大阪築港プールでの全国中等学校水上競技大会にて800メートル自由形で10分16秒6の世界新記録を出して脚光を浴びる。1932年ロサンゼルスオリンピックに出場し、1500メートル自由形で銀メダルを獲得。その後、1936年ベルリンオリンピックに出場、400メートル自由形で銅メダルを獲得した。
早稲田大学商学部を卒業後、日本窒素肥料に入社。第二次世界大戦後に電通へ転じて名古屋支社支配人などを務め、名電広告社社長も務めた。また社業と並行しながら日本水泳連盟技術指導委員となり、自由形中長距離コーチとして古橋廣之進、橋爪四郎らを指導した。
1975年に紫綬褒章を受章。

### エピソード
牧野の母校でもある湖西市立鷲津小学校（吉津尋常小学校の後身）の校歌に於いて「ロスアンゼルスの日章旗」と歌われる部分があるが、これはロサンゼルスオリンピックでの牧野と宮崎の金メダル獲得を讃えたものであるという。2012年に湖西市市制40周年記念の一環として牧野と宮崎の顕彰式が行われた。